# Велики скок
Велики скок (енгл. The Hudsucker Proxy), негде и као Хадсакеров човек је амерички филм снимљен 1994. у режији браће Коен. Главне улоге тумаче Тим Робинс, Џенифер Џејсон Ли и Пол Њумен.

## Кратак садржај
Прича се врти око човјека који је постављен за шефа велике корпорације, како би је уништио (како би је управа купила за ситниш); међутим, он осмишља хула хуп и преко ноћи постаје успјешан и славан.

## Улоге
| Глумац            | Улога                 |
| ----------------- | --------------------- |
| Тим Робинс        | Норвил Барнс          |
| Џенифер Џејсон Ли | Ејми Арчер            |
| Пол Њумен         | Сидни Масбергер       |
| Чарлс Дернинг     | Варинг Хадсакер       |
| Џон Махони        | Шеф                   |
| Ана Никол Смит    | За-За                 |
| Стив Бушеми       | Дени бармен           |
| Џим Тру           | Баз                   |
| Бил Кобс          | Смити                 |
| Брус Кембел       | Алоишус               |
| Џо Грифаси        | Лу                    |
| Рој Броксмит      | члан одбора           |
| Питер Галагер     | Вик Тенета            |
| Џон Гудман        | спикер филмских вести |